# Świekatowskie Jezioro
Jezioro Świekatowskie – jezioro rynnowe w województwie kujawsko-pomorskim, w powiecie świeckim, w gminie Świekatowo, leżące na terenie Wysoczyzny Świeckiej.
Nad jeziorem znajduje się ogólnodostępne kąpielisko niestrzeżone i plaża.

## Dane morfometryczne
Powierzchnia zwierciadła wody według różnych źródeł wynosi od 51,0 ha do 56,2 ha.
Zwierciadło wody położone jest na wysokości 92,6 m n.p.m. Średnia głębokość jeziora wynosi 5 m, natomiast głębokość maksymalna 11,3 m lub 11,5 m.
Na podstawie badań przeprowadzonych w 2002 roku wody jeziora zaliczono do III klasy czystości.

## Hydronimia
Według urzędowego spisu opracowanego przez Komisję Nazw Miejscowości i Obiektów Fizjograficznych (KNMiOF) nazwa tego jeziora to Świekatowskie Jezioro. W różnych publikacjach i na mapach topograficznych jezioro to występuje pod nazwą Jezioro Świekatowskie lub też Świekanowskie.